# ペルボワサンの聖母
ペルボワサンの聖母（ペルボワサンのせいぼ、フランス語：Notre-Dame de Pellevoisin）は、フランスのベリー地方アンドル県、ペルボワサンで起こった一連の聖母出現である。この地域は、西シャトールーの西にあるブールジュ大司教区にある:2。
1876年、家事使用人のエステル・ファゲット(Estelle Faguette) は、15回の聖母出現を一連に受け、重い結核から快復したと主張した。1877年、一般人によるペルボワサンの聖母巡礼をブールジュ大司教が許可し、エステルの寝室が礼拝堂に作り替えられた。
1983年9月8日、ブールジュのポール・ヴィニャンクール(Paul Vignancour)大司教はこのエステルが重病から快復したことについて、現代医学では解明できず、カトリック教会ではこのできごとを奇跡と認めると正式に宣言した。カトリック教会はペルボワザンの聖母出現にまつわる巡礼について正式な発言をしていないが、巡礼は奨励している。
ペルボワサンの聖母で特徴的なのは、聖母が一連の出現の中で「聖心のスカプラリオ」を使うよう求めた点である。

## 被顕現者：エステル・ファゲット

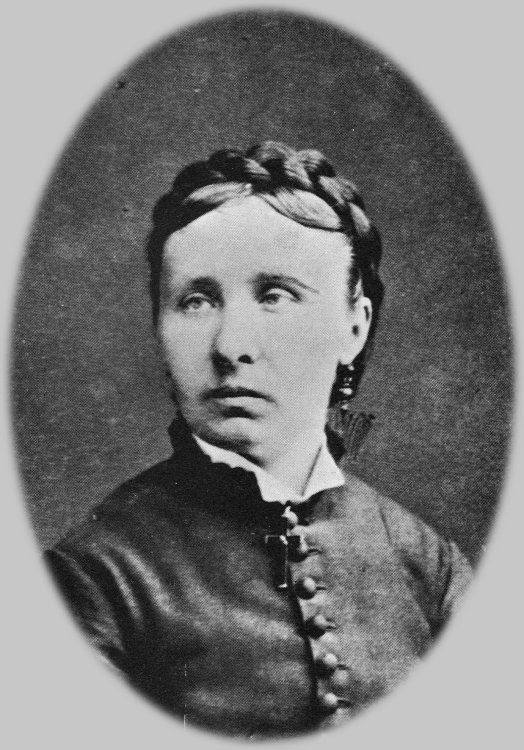
エステル・ファゲット(Estelle Faguette)

エステル・ファゲット(Estelle Faguette)は1843年9月12日に シャロン＝アン＝シャンパーニュ の近くにあるサン=ムミーに生まれた。エステルは14歳の時に「聖母の子供」という修道会に入った。その後聖アウグスチノ会の女子修道会に入会した。しばらく修練女として勤めたが、階段を踏み外して足を痛めてしまった。当初は捻挫程度で軽傷と思われたが、2週間後も怪我の状態は良くならず、医師たちが一時、足の切断を検討するほどにまでなった。1863年9月15日にエステルは、しぶしぶ看護修道女としての人生を目指すことを諦めて、自分の実家に戻った。

## 聖母の出現
聖母が出現した当時、ペルボワサンは、人口約千人で商業が中心の土地であった。エステルは1865年からアーテュー・ラ・ロシュフコー夫人に使用人として雇われ、パリとペルボワザンを行き来する同家に随行し、子供の面倒をみるなどして仕えていた:5。エステルはもともと病弱であったが、1875年5月下旬にパリで重い肺結核を患った。エステルが32歳のときであった。ラ・ロシュフコーはエステルをペルボワザン近郊のポワリエ・モンベル邸近くにある別荘へ移したが、その後も病状はよくならなかった:5。
エステルは子供のように純真な信仰を持っていた。エステルは病気の治癒を願う手紙を聖母マリア宛に書き、友人に頼んでこの手紙をポワリエ・モンベル邸の庭園内に造られた「ルルドのグロット」の聖母像の足元に置いてもらった:6-7。邸宅はペルボワサンから約3Kmほど離れたところにあった:4。
1876年1月下旬、エステルの雇い主であるラ・ロシュフコー伯夫人らはパリへ旅立つことになり、ペルボワサン教区の教会近くに所有している民家にエステルが住めるよう手配した。飲み物以外は口にすることができないエステルは、2月の14日に終油の秘跡を受けた。彼女を診察した医師はもう長い時間生きてはおられないだろうと診断した:6。
エステルが一連の聖母出現で自らが経験したことについて語った内容は次のとおりである。最初の出現があったのは2月14日月曜日の夜から翌15日にかけてで、聖母が言うには、キリストの「五つの傷」にならい、エステルはさらに5日間苦しまなければならない。そしてこの5日間がすぎれば、エステルは死ぬか、病気が完治するかのどちらかになるだろう。もしエステルが生きることとなったら、「聖母の栄光」を世間に知らしめる勤めを負うことになる。
その後、4日間続けて夜になると聖母がエステルのもとを訪れた。火曜日の夜、聖母はエステルが土曜日に完治すると告げ、次のように言った。「御子があなたの命を救うのは、あなたにそれが必要だからです。」「ただし、苦しみから逃れることはできません。（中略）御子が心を動かされるとすれば、それはあなたが大変な忍従と忍耐を示したときです。」水曜日にも聖母が出現し、「私は慈悲深く、御子にあらゆる影響を与える存在です。あなたの善行と私への熱心な祈りは、私の母なる心を動かしました。」と言った:15-24。

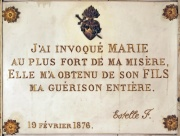
この石板は、死の病から救ってくれた感謝として、エステルの願いによりペルポワサンに建てられた。

金曜日の夜、聖母は前夜までのようにベッドの片隅に立つのではなく、エステル近づいてきて石板を見せた。その石板は、エステルが病気の完治を感謝して設置したに違いないもので、そこには次のように刻まれていた。「私は憂いの果てに聖母に願った。聖母は私のために御子へとりなして下さった。私は完全に治癒した。」石板は真っ白ではなく、四角に金の薔薇が描かれており、天辺には炎のようなハートが描かれていた。そのハートは上に薔薇の王冠が乗っていて剣で貫かれていた:24-25。土曜日、エステルが聖体を拝領すると、彼女は完治していた。エステルはすぐさま普通に飲食できるようになり、数日後には家事をこなし、疲労の色も見せずに庭仕事をしていた。
その後、7月1日の土曜日から、3日連続で3回の聖母出現があった。聖母はエステルに「御子の心は愛に満ちています。そのため御子は私の願いを拒否することはありません」（7月1日）、「私はここを罪びとたちが罪の償いをする特別な場所に選びました」(7月2日)と言い、エステルにはもっと平静を保つように(7月3日)と伝えた:27-33。
聖母は9月9日の土曜日、10日の日曜日、15日の金曜日に出現した。この時、聖母が身に着けていた小さなスカプラリオが、エステルの眼に止まった。純白の布地のスカプラリオを、エステルは以前に目にしたことがあった。しかし、この日のスカプラリオは赤いハートが縫い付けてあった。「このスカプラリオを身に着けて私を崇敬すること、それを私は嬉しく思います」と聖母は言い、そして「この地こそ、私の栄光が讃えられる場所なのです」と言った。その後の聖母出現は9月15日で、聖母は教会とフランスのことを心配していると言い、「もうこれ以上、御子を抑えることはできない。フランスは苦しむことになるだろう」と言った:34-37。
その後、さらに11月1日（「諸聖人の祝日」）の水曜日、5日の日曜日、11日の土曜日と3回の出現があった。11月11日にエステルは聖母が身に着けていたスカプラリオと同じものを作る準備をしていた。このとき聖母は、「あなたは私のためにずっと働き続けてくれていたのですね。もっとたくさん作ってください」、「勇気を出して」と言い残して去った:40-45。
1876年12月8日（無原罪の御宿りの祭日）の金曜日が、最後の聖母出現となった。この日、「聖母の子供たち」を迎えるため、エステルの寝室にある暖炉が祭壇に仕立てあげられたところであった:53。
私を信頼して、人々がこのスカプラリオを身に着けることを心待ちにしています。私はその人々に多くの恵みを与えます。この恵みは御子からの恵みなのです。私は御子のハートからこの恵みを与えるのです。御子は私を拒否することはありません。
聖母はエステルに、このスカプラリオを地元の司教に見せて、これを広めるために司教の力添えを求めなさい、と言った。
エステルはペルボワサンの地で1929年8月23日に逝去した。それは87回目の誕生日のわずか数週間前のことであった:119。

## カトリック教会当局の反応
この出来事に対する最初の調査は、ブールジュのラ・トゥール・ドーヴェルニュ大司教が行った:110。
エステルは、大司教の許可を受け、1876年4月30日に自分の難病が完治したお礼として、お告げに出てきたとおりの石板を教区教会の壁に貼り付けた。12月8日には、エステルの寝室が小さな礼拝堂に衣替えされ、その数日後に大司教がエステルの謁見を受けて、聖心のスカプラリオを量産することを許可した:109。
1877年に、大司教は聖母出現の調査を提起し、エステルを知る56名について尋問をした。コメントを控えたいとする1名を除き、その他はエステルに好意的な話をした。2度目の尋問は1878年12月に行われたが、結果は似たようなものだった:110。
全ての恵みの母の会が1877年7月28日に設立されたが、その際に、ペルボワサンの聖母出現については何も語られなかった。(しかしながら、聖マルグリット・マリー・アラコクの聖心に関する事柄について言及はあった) この会則は、4月27日に認められた:109。
1892年にローマ教皇レオ13世はペルボワサンの聖母聖堂について、2つの許可を出した。一つはこの聖堂で蝋燭を捧げること、もう一つはこの地を巡礼するものにいくつかの免償が与えられることである:111。1894年には「栄誉ある信心会の連携」の像を作成する奉仕団体を設立し、1896年5月12日には像が完成した:112。教皇レオ13世は1900年1月17日、18日に一般謁見者たちの前でこの像を受け入れ、ローマ教皇庁・典礼省、現在の典礼秘跡省は「聖心のスカプラリオ」の使用について、認可を検討すべきだとした。この正式な認可が与えられたのは、1900年4月4日である:112 & 114。
1893年には、ボワイエ大司教がこの聖堂の近くにドミニコ会の修道院を招へいした:113。
1897年4月にはサボネ(Servonnet)師がブールジュの大司教になった。同じ年の8月14日にこの大司教はペルボワサンの聖母聖堂に関する出版物に関する許可について、前任者の許諾を更新した。その後にフランス国内及びカナダから多数の嘆願書が届き、大司教は3度目の諮問会を開いた。それによってエステルが信頼できる証言者であることが再度確認された:113。
1903年4月16日、かつて、エステルの寝室であった礼拝堂が、その場所の処分権限を持つラ・ロシュフコー伯爵夫人によって公式に閉鎖された。1903年にはその閉鎖された礼拝堂にたくさんの巡礼者たちが鈴なりになって押し掛け、40名の警察官が動員される程であった。サボネ大司教はこの礼拝堂の前に集まってはならないとした:115。
1915年10月17日、ローマ教皇ベネディクト15世は、聖母がご自分の恵みを配分するための特別な場所として、ペルボワサンをお選びになった、とコメントを出した:117。
1922年12月22日ローマ教皇庁・典礼省（現在の典礼秘跡省）は、ペルボワサンの地元教区教会と、聖母聖堂に隣接する修道院において、9月9日にペルボワサンの聖母への奉納ミサを行うことを許可した:119。
1936年6月7日にローマ教皇ピウス11世はペルボワサンの聖母の絵画をドミニコ会に寄贈した。この時にドミニコ会へ手渡したのはパセリ(Pacelli)枢機卿、後のローマ教皇ピウス12世である:119。
1981年12月7日、ブールジュのポール・ヴィニャンクール大司教はエステルが難病から治癒した経緯について詳細に調査する医学諮問委員会を立ち上げた。1982年9月6日、その報告として、このエステルが治癒した理由については現在の科学的手法で解明することができないとし、あきらかに「奇蹟」と呼ぶことができるとの結論に達した。1983年9月4日、ペルボワサンの巡礼者たちに対し、大司教は調査委員会がエステルの難病からの治癒について、奇蹟的な性格を持つものであることを見出したと話した。これは9月9日に文書として公式に確認された:122,125,126。
1984年9月9日、ペルボワサンの聖母に対するノベナが認可された:123。

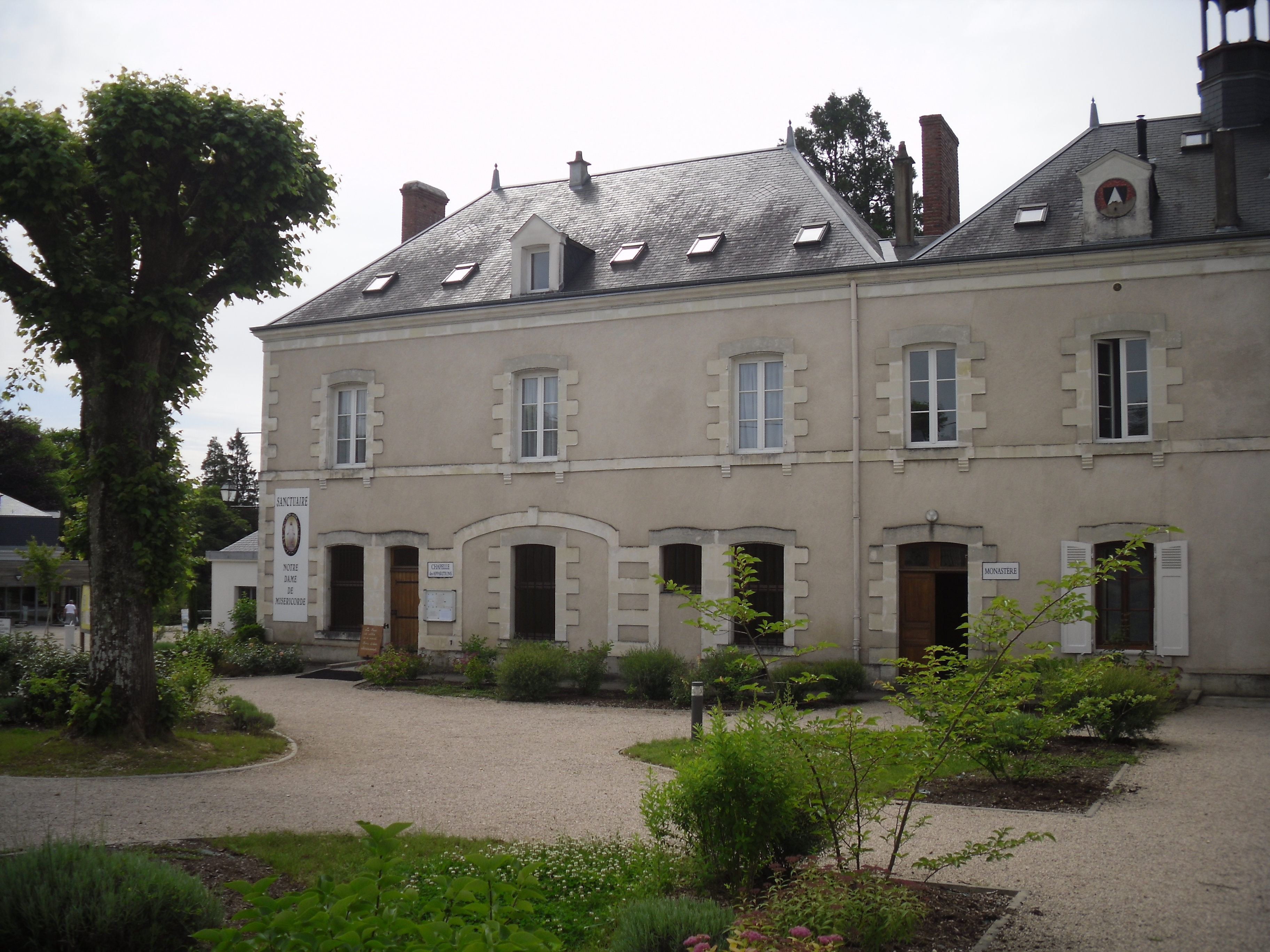
この家でエステルは聖母の幻視（ヴィジョン）を見た。現在は聖ヨハネ修道院となっている。

## 参照
- スカプラリオ

## 参考
- Estelle Faguette (1993). Pellevoisin: Estelle nous parle... : autobiographie et récit des quinze apparitions par la voyante. Monastère des dominicaines
- A Brief Account of the Apparitions, English Language Edition, at the Official Shrine Website,  オリジナルの2014-08-13時点におけるアーカイブ。 2014年8月14日閲覧。